# Amfoteryty

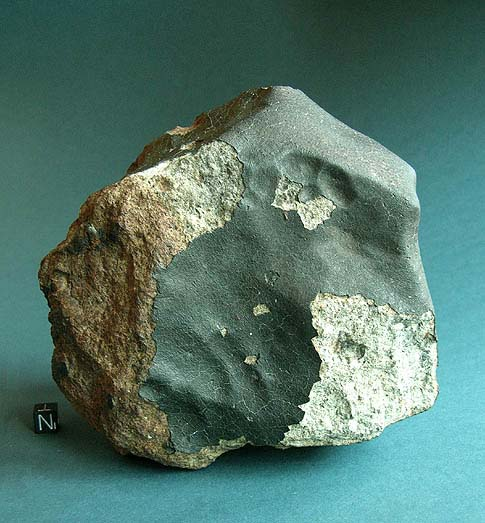
Przykład amfoterytu tupu LL6

Amfoteryty (inna nazwa: chondryty oliwinowo-pigeonitowe) – według klasyfikacji meteorytów, jeden z typów chondrytów zwyczajnych oznaczony ogólnym symbolem LL. Meteoryty należące do tej grupy są najsilniej utlenione wśród chondrytów zwyczajnych. Wcześniej amfoteryty były zaliczane do achondrytów. Po znalezieniu chondr zostały zaliczone do chondrytów. Niekiedy bywają zaliczane też do chondrytów oliwinowo-hiperstenowych (L). Amfoteryty podlegają jeszcze podziałowi na: LL3, LL4, LL5, LL6.